# Elizabeth Stern
Elizabeth Stern Shankman (* 19. September 1915 in Cobalt, Ontario, Kanada; † 18. August 1980 in Los Angeles, Kalifornien)  war eine kanadisch-amerikanische Pathologin und Hochschullehrerin. Sie war eine der ersten Spezialistinnen für Zytodiagnostik.

## Leben und Werk
Stern war das fünfte von acht Kindern von George und Sarah Stern, die aus Polen emigrierten, um den politischen Unruhen und dem zunehmenden Antisemitismus in Osteuropa zu entkommen. Sie studierte Medizin an der University of Toronto, wo sie 1939 ihren Abschluss erhielt. Während ihres Studiums an der University of Toronto traf sie Solomon Shankman, einen Doktoranden in Chemie, den sie 1940 in Los Angeles heiratete und mit dem sie drei Kinder bekam.  Nach ihrer Heirat wurde sie 1943 in den USA eingebürgert. Eine weitere medizinische Ausbildung erhielt sie an der Pennsylvania Medical School sowie am Good Samaritan and Cedars of Lebanon Krankenhaus in Los Angeles und wurde vom American Board of Pathology zertifiziert.
Von 1950 bis 1960 war sie Labor- und Forschungsleiterin am Los Angeles Cancer Detection Center. Sie wurde 1961 von der medizinischen Fakultät der University of California, Los Angeles (UCLA) als Leiterin des Zytologielabors eingestellt und begann in ihrem Labor in der Abteilung für Pathologie zu forschen. 1963 wurde ihr Labor an die UCLA School of Public Health verlegt und sie forschte an den Mechanismen, die Gebärmutterhalskrebs hervorrufen. 1963 wurde sie Professorin für Epidemiologie an der School of Public Health der University of California, Los Angeles und wurde dort 1965 zur ordentlichen Professorin für Epidemiologie befördert.

## Forschung zu Gebärmutterhalskrebs
Das erste in den Vereinigten Staaten weit verbreitete zytopathologische Instrument war der Pap-Abstrichtest, der in den 1950er Jahren eingeführt wurde, um Patienten auf Gebärmutterhalskrebs zu untersuchen. Der Pap-Test trug dazu bei, dass die Sterblichkeit bei Gebärmutterhalskrebs um zwei Drittel zurückging. In den 1960er Jahren waren jedoch nur wenige Ärzte an weiteren Forschungen interessiert, die Zellform und -morphologie mit Krankheiten in Verbindung brachten. Eines der Hauptforschungsinteressen von Stern war die Rolle der Dysplasie bei der Entstehung von Gebärmutterhalskrebs. Dysplasie ist ein abnormales Zellwachstum, das nicht invasiv in das umgebende Gewebe eindringt und oft zur normalen Epithelmorphologie zurückkehrt. In den 1950er und 1960er Jahren waren die frühen Stadien von Gebärmutterhalskrebs nicht gut definiert, und obwohl Dysplasie in Abstrichergebnissen festgestellt wurde, wurde dies nicht als Grund zur Besorgnis angesehen.
1963 veröffentlichte Stern den allgemein anerkannten ersten Fallbericht, der einen Zusammenhang zwischen dem Virus Herpes simplex und Gebärmutterhalskrebs herstellte. Für eine weitere Phase ihrer Forschung untersuchte sie eine Gruppe von mehr als 10.000 Frauen aus dem Bezirk Los Angeles, die die öffentlichen Familienplanungskliniken des Bezirks aufsuchten. In einem Artikel aus dem Jahr 1973 in der Zeitschrift Science berichtete sie als erste über einen eindeutigen Zusammenhang zwischen der anhaltenden Einnahme von oralen Kontrazeptiva und Gebärmutterhalskrebs. Ihre Forschung verband die Verwendung von Steroiden enthaltenden Verhütungspillen mit zervikaler Dysplasie, die oft eine Vorstufe von Gebärmutterhalskrebs darstellen. In ihrer bekanntesten Arbeit auf diesem Gebiet untersuchte Stern Zellen, die von der Schleimhaut des Gebärmutterhalses abgestoßen wurden, und entdeckte, dass eine normale Zelle 250 verschiedene Stadien der Zellprogression durchläuft, bevor sie ein fortgeschrittenes Stadium von Gebärmutterhalskrebs erreicht. Dies veranlasste die Entwicklung von Diagnosetechniken und Screening-Instrumenten, um den Krebs in seinen frühen Stadien zu erkennen. Ihre Forschung trug dazu bei, Gebärmutterhalskrebs mit seiner langsamen Metastasierungsrate zu einer der Krebsarten zu machen, die durch prophylaktische Maßnahmen, wie Entfernung von anormalem Gewebe, erfolgreich behandelt werden können.
Sie entwickelte mit ihren Mitarbeitern eine zytologische Skala, die die fortschreitenden Veränderungen in der zervikalen Zytologie in einhundert feine Punkte auf einem Gradienten einordnete. Diese Skala wurde zur Grundlage mehrerer Beiträge zum Verständnis der Biologie von Gebärmutterhalskrebs. In ihren letzten Jahren entwickelten sie und ihre Kollegen an der UCLA und am California Institute of Technology ein automatisiertes Instrument, das digitale Bildgebung verwendet, um das zytologische Screening von Zervixabstrichen zu unterstützen.
Durch die erneute Kombination von epidemiologischer Analyse mit Zytopathologie fand sie heraus, dass die ursprüngliche hochdosierte Östrogen-Antibabypille die Rate von Gebärmutterhalskrebs um das Sechsfache erhöhte. Die Ergebnisse dieser Forschung wurden 1977 in Science veröffentlicht und veränderten die Praxis, da sie dazu führten, dass kombinierte orale Kontrazeptiva aufgrund von Bedenken hinsichtlich ihrer Sicherheit bei Langzeitanwendung vom Markt genommen wurden.
Eines von Sterns letzten Projekten war eine technologische Innovation, bei der sie mit dem Jet Propulsion Laboratory (JPL) und der leitenden Zytopathologin an der UCLA, zusammenarbeitete, um die Computerbildgebungstechnologie der NASA auf den Pap-Abstrich anzuwenden. Stern entwickelte ein flüssigkeitsbasiertes Probenahmesystem zur Isolierung und Anreicherung von Zervixepithel und half bei der Definition von Zellkriterien für Computerprogramme.
Stern setzte ihre Lehre und Forschung bis Ende der 1970er Jahre fort, obwohl sie sich einer Chemotherapie gegen Magenkrebs unterzog. Sie starb 1980 an der Krankheit.

## Ehrungen
1968 erhielt sie den UCLA Women of Science Award in Anerkennung ihrer Arbeit über die Beziehung zwischen Hormonen und Veränderungen in der Zervixzytologie.

## Veröffentlichungen (Auswahl)
- mit P. M. Neely: Carcinoma and dysplasia of the cervix: A comparison of rates for new and returning populations. Acta Cytol. 7, 1963, S. 357–361.
- mit A. B. Forsythe, L.  Youkeles, W. J.  Dixon: A cytological scale for cervical carcinogenesis. Cancer Research 34(9), 1974, S. 2358–2361.
- mit A. B.  Forsythe, L. Youkeles, C. F. Coffelt:  Steroid contraceptive use and cervical dysplasia: increased risk of progression. Sciencev196(4297), 1977, S. 1460–1462.
- mit M. Misczynski: E. Detection of cervical and breast cancer: a community-based pilot study. Med Care17(3), 1979, S. 304–13.